# Interestatal 55
La Interestatal 55 (abreviada I-55) es una autopista interestatal de trazado norte-sur en la región central de los Estados Unidos. Comienza en la U.S.Route 41 en Chicago, Illinois (map) y discurre hasta la Interestatal 10 cerca de Laplace, Luisiana (map).
La sección de la I-55 entre Chicago y S. Luis fue construida como una ruta alternativa para la Ruta 66. Cruza el río Misisipi dos veces: una vez en Memphis, Tennessee, y de nuevo a San Luis (Misuri).

## Longitud de la ruta
| Km.     | Estado    |  |  |
|         |           |  |  |
| 105,91  | Luisiana  |  |  |
| 467,37  | Misisipi  |  |  |
| 19,76   | Tennessee |  |  |
| 116,22  | Arkansas  |  |  |
| 338,69  | Misuri    |  |  |
| 503,85  | Illinois  |  |  |
|         |           |  |  |
| 1551,81 | Total     |  |  |

## Cruces principales
Los cruces principales de estas carretera son:
- I-10 en Laplace (Luisiana)
- I-12 en Hammond (Luisiana)
- I-20 en Jackson (Misisipi)
- I-220 en Ridgeland (Misisipi)
- I-69 en Hernando (Misisipi)
- I-240 en el sur de Memphis (Tennessee)
- I-40 en West Memphis
- I-155 en Hayti (Misuri)
- I-57 al este de Sikeston (Misuri)
- I-270 y I-255 en Mehlville (Misuri)
- I-44 en San Luis (Misuri).
- I-64 en San Luis.
- I-70 en San Luis.
- I-255 justo al oeste de Collinsville (Illinois)
- I-270 al este de Glen Carbon (Illinois)
- I-72 en Springfield (Illinois)
- I-155 al oeste de Lincoln (Illinois)
- I-74 en Bloomington
- I-39 en Bloomington
- I-80 en Joliet (Illinois)
- I-355 en Bolingbrook (Illinois)
- I-294 en Burr Ridge (Illinois)
- I-90 y Interestatal 94  en Chicago
- US 41 (Lake Shore Drive) en Chicago